# Паннаціоналізм
Паннаціоналізм (від грец. πᾶν — «усі» та фр. nationalisme — «націоналізм») — спеціальний термін, який використовується в основному в соціальних науках як позначення тих форм націоналізму, які мають на меті вийти за традиційні межі (подолати, розширити)  базових або історичних національних ідентичностей з метою створення «вищої» паннаціональної (всеохоплюючої) ідентичності, заснованої на різних спільних ознаках. Паннаціоналізм може виникати як специфічний варіант усіх поширених форм націоналізму. По відношенню до класичного державного націоналізму паннаціоналізм проявляється через різноманітні політичні рухи, які виступають за формування «вищих» (паннаціональних) форм політичної ідентичності, заснованих на регіональному чи континентальному угрупованні національних держав (наприклад: американізм, панафриканізм, панарабізм, паніранізм, пантюркізм). З точки зору етнічного націоналізму, паннаціоналізм також може проявлятися через конкретні етнічні рухи, які виступають за встановлення «вищих» (паннаціональних) форм спільної ідентичності, які базуються на етнічному угрупованні (наприклад , пангерманізм або панславізм).
Деякі форми паннаціоналізму, такі як пангерманізм, проявляються на двох рівнях: ширшому, що стосується єдності всіх германських народів, і вужчому, що стосується єдності всіх етнічних німців, а також (на будь-якому з цих двох рівнів) німецькомовні австрійці та німецькомовних швейцарців, багато з яких можуть не ідентифікувати себе як суворо «німці», але все ще належать до більш широкої родини сучасних німецьких народів.

## Історія

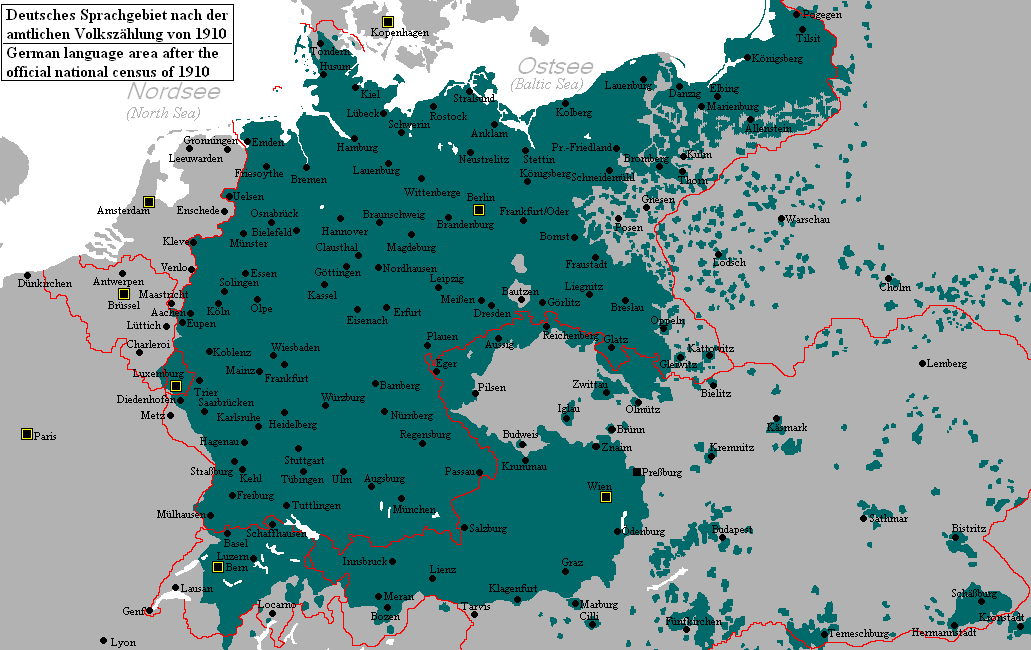
Поширення німецької мови у 1910–11 рр. Червоним кольором позначені межі держав. Німецькі паннаціоналісти хотіли об’єднати більшу частину зелених зон в одну німецьку національну державу

Паннаціоналізм виник із європейського націоналізму дев’ятнадцятого століття, починаючи з руху панславізму, який розвивався серед різних слов’янських націй у межах Австро-Угорської та Османської імперій. В центрі цього руху був Ян Коллар, який стверджував, що слов’яни принципово єдиний народ, що має спільну культурну спадщину. Пізніше за цим послідувала пангерманська думка, яка припускала дещо подібний погляд, з метою об’єднання Німеччини, де можна створити велику Німеччину, включаючи австрійців та інших німецькомовних. Ці паннаціоналістичні рухи сприйняли європейські інтелектуальні дискурси про расу, зокрема про збереження расової одиниці.
Паннаціоналізм вважає, що національна група розпорошена в кількох існуючих державах. Це не тотожне ірредентизму – націоналістичним претензіям на суміжні території на тій підставі, що вони є частиною національної батьківщини. Проте масштаб тут є фактором. Велика Албанія, навіть у найбільшій версії, все одно була б маленькою країною. Іредентистська Велика Німеччина, навіть якщо вона обмежена суміжними німецькомовними регіонами, мала б близько 100 мільйонів жителів. Паннаціоналізм – це не те саме, що націоналізм діаспори, наприклад сіонізм, який передбачає концентрацію розпорошеної групи на батьківщині предків. Колонії не підпадають під більшість визначень нації, оскільки і колонізатор, і колонізований визнають, що вони не мають спільної етнічної приналежності, культури чи мови.
Націоналістичні рухи у великих націях, таких як німецька та російська, важко відрізнити від паннаціоналістичних рухів. Проте, окрім цих випадків, більшість паннаціоналістичних рухів зазнали невдачі. Конкретно паннаціональні держави зустрічаються рідко. Югославія намагалася уніфікувати південних слов'ян. Після 1945 року вона визнала окремі внутрішні нації з власними урядами.
Інші великі держави важко віднести до загальнонаціональних. Близько 1942 року нацистська Німеччина контролювала величезну кількість окупованих територій, цивільних утворень під німецьким управлінням, маріонеткових держав, колабораціоністських держав і прифронтових територій, якими керувала армія. Завоювання були частково натхненні ідеєю Лебенсраум, але сама по собі це не паннаціоналістична концепція. Радянський Союз мав радянську ідентичність, але не мав «радянської» етнічної приналежності, культури чи мови. На нього вплинули загальноросійські ідеї, а також інші геополітичні ідеали, які передбачали велику територію. Китай має давню традицію культурної та адміністративної єдності (той факт, що і Китай, і Індія  захопили території, не обов’язково робить державу паннаціональною за характером).
Загальну невдачу паннаціоналістичних рухів ілюструють кілька прикладів, які мали чітке уявлення про свій ідеальний стан, але ніколи не наближалися до його досягнення. Сучасна Туреччина є колишньою центральною територією Османської імперії. Нинішня держава схожа на класичну європейську національну державу та є свідомим розривом із цією імперією. Крім потужного турецького націоналізму, існують три види паннаціоналізму. У порядку зростання масштабу: пантюркізм, інколи чітка пантюркська ідеологія, що відноситься до тюркських народів, і пантуранізм, який охоплює більшу частину Центральної Азії і навіть Фінляндію та Угорщину. Як і в Туреччині, паннаціоналістичні рухи часто діють на маргінесі більш обмеженого «стандартно-націоналістичного» руху, в існуючій центральній території заявленої мегадержави.
Панславізм є ще одним яскравим прикладом впливового ідеалу, який так і не призвів до відповідної мегадержави – якби у спільну слов'янську державу була включена російська територія, вона простягалася б від Балтійського моря до Тихого океану.
Панамериканізм як ідеал був впливовим у часи руху за незалежність у Латинській Америці  Однак незабаром нові національні держави розійшлися в політиці та інтересах, і федерація не виникла. Цей термін набув іншого значення, а саме очолюваного США співробітництва між окремими національними державами з відтінком гегемонії США.
Панарабізм виступає за об'єднання країн арабського світу від Атлантичного океану до Аравійського моря. На відміну від більшості традиційних паннаціоналістичних рухів у Європі, цей рух не ґрунтується на расовій чи етнічній приналежності, оскільки він заснований на базі мусульманської релігії.